# Gennes-Val-de-Loire
Gennes-Val-de-Loire é uma comuna francesa na região administrativa da Pays de la Loire, no departamento de Maine-et-Loire. Estende-se por uma área de 103,99 km². Em 2010 a comuna tinha 2 086 habitantes (densidade: 20,1 hab./km²).
A municipalidade foi estabelecida em 1 de janeiro de 2016 e consiste na fusão das antigas comunas de Gennes, Chênehutte-Trèves-Cunault, Grézillé, Saint-Georges-des-Sept-Voies e Le Thoureil.